# Hermanas de la Adoración del Santísimo Sacramento (rito siro-malabar)
La Congregación de Hermanas de la Adoración del Santísimo Sacramento (oficialmente en inglés: Congregation of Sisters of the Adoration of the Blessed Sacrament) es una congregación religiosa católica femenina de rito siro-malabar de derecho pontificio, fundada por el sacerdote indio Tomás Kuiralacherry en Champakulam (India), el 8 de diciembre de 1908. A las religiosas de este instituto se les conoce como Hermanas de la Adoración del Santísimo Sacramento y posponen a sus nombres las siglas S.A.B.S.

## Historia
El sacerdote indio Tomás Kurialacherry reunió en Champakulam (India), el 8 de diciembre de 1908, un grupo de mujeres deseosas de consagrar sus vidas a la adoración perpetua del Santísimo Sacramento y para la educación de los jóvenes. Recibió la aprobación del obispo de Changanacherry, Mateo Mackel. Para dicha sede, el fundador fue elegido obispo en 1911, y ese mismo año, fue él quien vistió el hábito a las primeras religiosas. La congregación inmediatamente comenzó a recibir numerosas vocaciones que permitieron la apertura de otros conventos en diversas localidades del Kerala, entre ellas Ernakulam, Changanacherry y Palai. Cada comunidad era autónoma, hasta que en 1963 se unieron y formaron una congregación centralizada, la cual obtuvo la aprobación pontificia el 11 de febrero de 1968.

## Organización
La congregación es un instituto religioso centralizado, bajo el gobierno de la superiora general, que en la actualidad es la religiosa india Smitha Vembilly. La sede central se encuentra en Aluva (Kerala). El instituto está dividido en 17 provincias y 5 regiones, presentes en Alemania, Estados Unidos, India, Nepal, Reino Unido, Suiza y Ucrania.
Las hermanas de la Adoración se dedican a la instrucción y educación cristiana de la juventud en las escuelas pertenecientes a la congregación. Además hacen turnos de adoración perpetua ante el Santísimo Sacramento. En 2015, eran unas 4.747 religiosas y 616 comunidades. El hábito está compuesto por una túnica blanca y velo negro.